# Бовоар (Оаза)
Бовоар (фр. Beauvoir) насеље је и општина у североисточној Француској у региону Пикардија, у департману Оаза која припада префектури Клермон.
По подацима из 2011. године у општини је живело 285 становника, а густина насељености је износила 27,75 становника/km². Општина се простире на површини од 10,27 km². Налази се на средњој надморској висини од 125 метара (максималној 165 m, а минималној 97 m).

## Демографија
| 1962. | 1968. | 1975. | 1982. | 1990. | 1999. | 2011. |
| ----- | ----- | ----- | ----- | ----- | ----- | ----- |
| 215   | 217   | 169   | 172   | 202   | 217   | 285   |

График промене броја становника у току последњих година